# Jean-Baptiste Regnault
Jean-Baptiste Regnault, född 9 oktober 1754 i Paris, död där 12 november 1829, var en fransk målare under nyklassicismen.

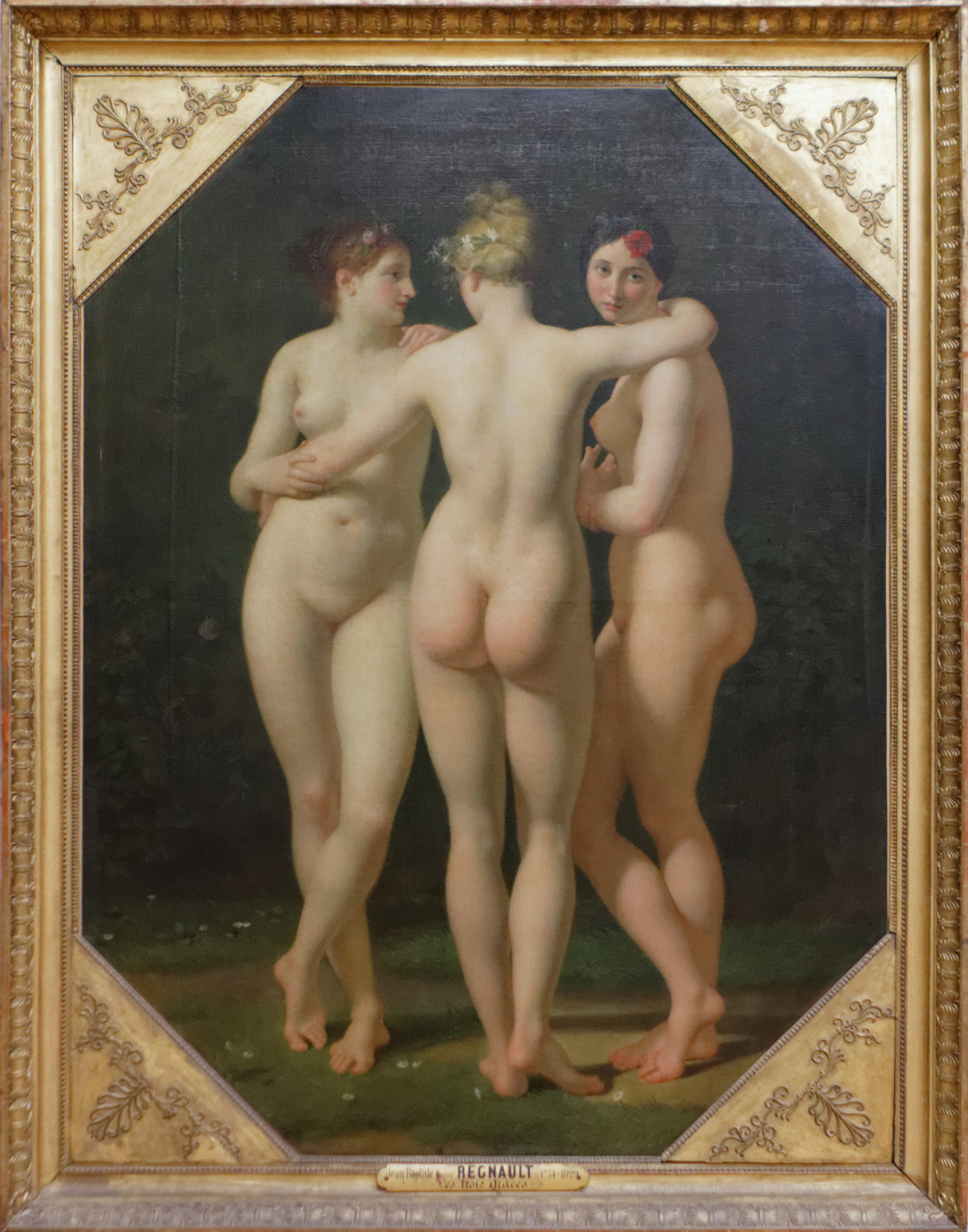
Jean-Baptiste Regnault, De tre gracerna.

Regnault följde endast de ytliga dragen i nyklassicismen, som till exempel i De tre gracerna (1799).